# 長爪鼩屬
長爪鼩屬（学名：Feroculus），哺乳綱鼩鼱科的一屬哺乳动物，而與長爪鼩屬（長爪鼩）同科的動物尚有鼠鼩鼱屬（朗氏鼩鼱）、斯里蘭卡鼩鼱屬（斯里蘭卡鼩鼱）、斑麝鼩屬（斑麝鼩）、麝鼩屬（灰麝鼩）等之數種哺乳動物。

## 下属物种
本属包括以下物种：
- 卡拉特长爪鼩 Feroculus feroculus (Kelaart, 1850)